# Cinq Préludes op. 16
Les Cinq préludes opus 16 forment un cycle de préludes pour piano d'Alexandre Scriabine composé entre 1894 et 1896.